# François Affolter
Pour les articles homonymes, voir Affolter.
François Affolter, né le 13 mars 1991 à Bienne, est un footballeur international suisse jouant au poste de défenseur.

## Biographie

### En club

#### Débuts professionnels en Suisse
Affolter commence sa jeune carrière au FC Étoile Bienne, FC Biel-Bienne puis au BSC Young Boys, où il signe un contrat professionnel en 2008.
François Affolter a évolué au sein du club du BSC Young Boys où il a joué 89 matches en première division. 
Malgré son jeune âge, le joueur fait office de titulaire indiscutable dans l'effectif d'YB sous les ordres de Vladimir Petković. 
Cependant lors de la saison 2011-2012, Affolter perd sa place de titulaire indiscutable sous les ordres de Christian Gross et doit se contenter de quelques petites apparitions en tant que remplaçant.

#### Transfert vers l'Allemagne
En janvier 2012, François Affolter signe en faveur du club du Werder Brême et rejoint le club allemand sous forme de prêt portant jusqu'au 31 décembre 2012 avec option d'achat,. Affolter fait ses débuts en Bundesliga le 28 janvier 2012 en tant que titulaire face au Bayer Leverkusen (score final : 1-1),.
Après une première partie de saison 2012-2013 complètement vierge, son prêt est arrêté au 31 décembre 2012. 

### En équipe nationale

#### Avec les espoirs suisses
Affolter est sélectionné en équipe de suisse espoir. Le jeune footballeur est sélectionné par Pierluigi Tami pour le Championnat d'Europe de football espoirs 2011 avec les espoirs du pays. Affolter commence la compétition se déroulant au Danemark dans la peau de titulaire, mais perd sa place au profil de Timm Klose. Par la suite, Affolter se blesse lors de l'entraînement et doit déclarer forfait pour le reste du tournoi. Cependant, il tient à rester et à soutenir ses coéquipiers qui atteindront la finale face à l'Espagne espoir.

#### Avec l'équipe sénior
Il honore sa première sélection avec l'équipe de Suisse A le 11 août 2010 contre l'Autriche à la suite de la convocation de Ottmar Hitzfeld qui a également appelé un autre néophyte, Nassim Ben Khalifa.

## Palmarès

### Titres remportés en sélection nationale
- Suisse Espoirs
  - Championnat d'Europe de football espoirs
    - Finaliste : 2011

### Titres remportés en club
- BSC Young Boys
  - Coupe de Suisse
    - Finaliste : 2009